# Turhan Hatice Sultan
Turhan Hatice Sultan (en turco otomano: تورخان سلطان; "misericordiosa") (Rutenia, c.1627— Edirne, 4 de agosto de 1683), a veces llamada Hatice Turhan Sultan, fue la cuarta de las ocho Haseki Sultan que tuvo el sultán Ibrahim I, y Valide sultan como madre de Mehmed IV (r. 1648 — 1687). Turhan Hatice fue prominente por la regencia sobre su joven hijo y por su patrocinio en la arquitectura. 
Ella y su suegra, Mahpeyker Kösem Sultan, son las dos únicas mujeres en la historia otomana consideradas regentes oficiales y con el control supremo sobre el Imperio Otomano. Turhan Hatice fue la única mujer en la historia del imperio otomano que compartió el poder de forma legal con el sultán, siendo así, una de las sultanas más poderosas de la historia otomana. Aunque la inexperta Sultana cedió todo su poder político al gran visir durante un tiempo, luego lo adquirió nuevamente y reinó hasta su muerte junto a su hijo. Ésta condición convirtió a Turhan en una de las figuras más prominentes de la época conocida como el Sultanato de las Mujeres siendo la segunda sultana más poderosa después de Kösem sultan. Turhan acabó con la crisis económica que acechaba al imperio, y pasó a ser conocida como Dama de Hierro.  

## Nombre
Filiz Karaca, autora de un artículo sobre Turhan en la Enciclopedia Islámica señaló que, aunque se afirmó que Kösem Sultan le dio el nombre de Hatice Turhan, el historiador otomano y contemporáneo de Turhan, Uşşakızade Ibrahim Efendi, escribió que primero se le dio el nombre de Turhan y solo después Hatice.  Karaca también señaló que en fuentes más antiguas se la llamaba Turhan Hatice, mientras que en estudios más nuevos se la menciona como Hatice Turhan. 
El historiador otomano, Süreyya Mehmed Bey la llamó Turhan Hatice Valide Sultan. 
El historiador turco Necdet Sakaoğlu, tituló la sección sobre ella en su libro “Bu mülkün kadın sultanları” «Valide Hatice Turhan Sultan», señalando que en las fuentes se la menciona como Turhan Haseki, Hatice Turhan Sultan y Turhan Valide Sultan. En una fuente construida por ella en Beşiktaş, su nombre se indica como Hatice Sultan. 
El otomanista Anthony Alderson, el historiador turco Çağatay Uluçay y el profesor de historia estadounidense Leslie Peirce indicaron solo una opción de nombre: Hatice Turhan Sultan.

## Orígenes
Turhan Hatice, cuyo nombre original vendría siendo Nadya, considerada como una rutena o eslava oriental. Fue capturada durante una de las incursiones de los tártaros y vendida como esclava.
Filiz Karaca escribió que se rumoreaba que Turhan era del pueblo ruteno o eslavo y aparentemente nació en 1627. Aparentemente, a la edad de doce años fue arrebatada de su familia por los tártaros de Crimea y entregada al palacio por Kör Süleyman Pasha. Esta versión también fue apoyada por Çağatay Uluçay. 
El historiador turco Ahmet Refik Altınay  en su obra “Sarnur Devri” la llamó una morena rusa, describiéndola como una chica esbelta, de cabello y piel claros con ojos azules; Sakaoğlu señaló que esta descripción probablemente no sea confiable, ya que se basa en retratos pintados mucho después de su muerte.
El viajero francés Jean-Baptiste Tavernier, al regresar de un viaje a Oriente en 1668, hizo escala en Estambul y escribió en sus memorias que el hijo de Ibrahim y de una «mujer del pueblo circasiano» estaba en el trono.
Según el historiador ucraniano moderno Taras Chukhlib, Turhan nació a finales de la década de 1620, como una rutena en el sur de Ucrania. La versión sobre el origen ucraniano también fue expresada por Halime Doğru: ella escribió que durante la campaña del sultán contra Polonia en 1673, Turhan «visitó las tierras donde nació, Ucrania, respiró el aire de su tierra natal y tal vez se reunió con su familia». Ciertamente, hoy en día se sigue debatiendo su lugar de nacimiento, aunque es aceptado ampliamente que provenía del pueblo ruteno.

## Haseki Sultan
Cuando tenía unos 12 años, Turhan fue enviada al Palacio de Topkapi como un regalo del Khan de Crimea, a la madre del sultán Ibrahim, la Valide Kösem Sultan.
Kösem mandó a Turhan con su hija menor, Burnaz Atike Sultan para que fuera educada y luego ser llevada al palacio imperial.
Probablemente fue la propia Kösem quien ofreció a Hatice a Ibrahim como su concubina. El 2 de enero de 1642 Turhan dio a luz un hijo, el futuro sultán, Mehmed IV. Más tarde, dio a luz a su única hija, Atike Sultan, nombrada en honor a su tía paterna. 
Turhan Hatice era una de las ocho Haseki Sultan de Ibrahim I. Sin embargo, ella no era su esposa legal ya que en este periodo tardío del Imperio Otomano, Haseki era sinónimo de concubina y madre del heredero (a diferencia de Hürrem Sultan, que si lo llevó como esposa legítima u otras como Nurbanu Sultan y Emetullah Rabia Gülnuş Sultan). Ella fue clasificada en el Harén como Dör Haseki Dördüncü Sultan, que literalmente significa cuarta consorte o cuarta esposa (en este caso sería consorte por ostentar el título de forma una consorte.)

## Descendencia
Junto a Ibrahim tuvieron dos hijos reconocidos, aunque muchos creen que puede ser madre de otros niños esto se desconoce debido a la gran desaparición o destrucción de archivos:
- Mehmed IV (2 de enero de 1642 — 6 de enero de 1693), su único hijo varón reconocido. Fue sultán del Imperio Otomano entre 1648 y 1687, luego fue destronado y en su lugar nombraron a su medio hermano, Suleiman II, como sultán. Ascendió al trono con solo 7 años de edad, su abuela, Kösem Sultan actuó como regente nuevamente hasta su asesinato en 1651. Luego, su madre Turhan actuó como su regente hasta la década de 1660;
- Atike Sultan (¿? — c.1667), única hija de Turhan reconocida. Su nombre es en honor a su tía paterna. Se casó en primer lugar en 1648 con Damat Sarı Kenan Paşa; se casó en segundo lugar en 1659 con Damat Boşnak İsmail Paşa, se casó en 1665 con Damat Hadim Mehmed Paşa, ella murió dos años después del matrimonio, no se sabe si tuvieron descendencia.

Turhan también ayudó en la crianza de Fatma Sultan, la hija de Ibrahim con una concubina. Por lo que se sabe, la concubina murió y Turhan, junto a las hermanas del sultán la cuidaron bastante. Ella murió a una corta edad en 1657. Después de su muerte, Turhan hizo mucha caridad en su nombre y organizó oraciones por su alma.
Algunas fuentes afirman que Gevherhan Sultan fue su hija, pero esto sería casi imposible ya que en ese entonces Turhan apenas se estaba recuperando del parto de Mehmed. Otros dicen que Beyhan Sultan fue su hija, pero es imposible ya qué en su fecha de nacimiento su relación ya estaba deteriorada, aparte Ibrahim entregó a Beyhan a Şekerpare Hatun para que la criara. Esto sugiere que la madre de Beyhan ya estaba muerta o perdió el favor de Ibrahim y fue exiliada.

## Valide y regente
Con la muerte de su rival, Turhan se convirtió en la Valide Sultan. Como regente, Turhan manejaba gran poder. Al igual que antes Kösem, acompañaba a su hijo el sultán a reuniones importantes del diván (gabinete del gobierno) y en varias ocasiones habló desde detrás de la cortina tras la que asistía sentada. Ella era profundamente amada y respetada por su hijo, el sultán, que la consideraba su cogobernante del imperio y le concedió gran poder, considerándola como la emperatriz oficial del imperio. Debido a su inexperiencia, Turhan confiaba en otros miembros del gobierno para aconsejarla en materia política. Esto es evidente por su correspondencia con los grandes visires, terminando por transferir su poder al gran visir. En 1656, Köprülü Mehmed Paşa fue nombrado al cargo de Gran Visir. Se dedicó a la arquitectura y a las obras de caridad hasta sus últimos días 

### Arquitectura
Ella mandó terminar la obra comenzada por Safiye Sultan la cual se llamaba Yeni Camii. Se encontraba paralizada desde la regencia de Ahmed I y Kösem Sultan. Esta se convirtió en una de las mezquitas más grandes de Estambul.

## Muerte
Turhan Sultan falleció el 4 de agosto de 1683, en el palacio de Edirne. Las causas son desconocidas, pero probablemente alguna enfermedad o simplemente causas naturales. Su cuerpo fue transportado a la capital donde más tarde sería enterrada en la Mezquita Nueva, de ahí en adelante todos sus descendientes (al menos la gran mayoría) serían enterrados ahí. Es considerada una de las últimas gran Valide del Imperio Otomano.